# Illustrations de la famille des Psittacidae, ou perroquets
Illustrations de la famille des Psittacidae, ou perroquets (titre original en anglais : Illustrations of the Family of Psittacidae, or Parrots) est un recueil de dessins zoologiques de Edward Lear, publié en 1832 et contenant 42 lithographies coloriées à la main par l'auteur. Il en produit 175 exemplaires destinés à la vente aux abonnés sous forme de publication partielle, qui ont ensuite été reliés sous forme de livres.
Lear commence à peindre des perroquets en 1830, alors qu'il n'a que 18 ans. Pour obtenir de la matière pour son livre, il étudie des oiseaux vivants au zoo de Londres et dans des collections privées. Ces derniers comprenaient ceux d'Edward Smith Stanley, plus tard 13e comte de Derby, qui possédait une grande ménagerie à Knowsley Hall, et de Benjamin Leadbeater, taxidermiste et commerçant de spécimens. Lear dessine sur des plaques lithographiques pour l'impression par Charles Joseph Hullmandel, connu par ailleurs pour la qualité de ses reproductions d'œuvres d'art.
Bien que le livre ait été un échec financier, les peintures de perroquets de Lear établissent sa réputation comme l'un des meilleurs dessinateurs de son époque. Il travaille avec John Gould, Stanley et d'autres naturalistes contemporains de premier plan ; la jeune reine Victoria l'engage pour améliorer sa technique de peinture. Le travail de Lear influence des illustrateurs pour enfants tels que Beatrix Potter et Maurice Sendak, ainsi que des spécialistes des oiseaux comme William T. Cooper, Elizabeth Butterworth et Walton Ford.
Lear continue à peindre d'après nature pendant quelques années, mais à partir de 1835 environ, sa vue diminue et il se concentre de plus en plus sur ses œuvres absurdes et sur la peinture de paysage, bien qu'il ait peut-être contribué aux illustrations du Voyage du Beagle de Charles Darwin.

## Historique

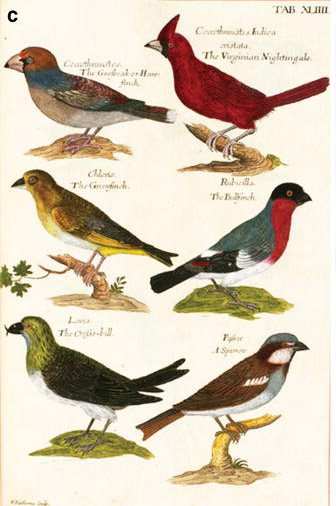
Planche XLIII de la copie coloriée à la main de Samuel Pepys de louvrage Ornithologie de Francis Willughby de 1678

Les premiers travaux scientifiques sur les oiseaux, tels que ceux de Conrad Gessner, Ulisse Aldrovandi et Pierre Belon, s'appuyaient pour une grande partie de leur contenu sur l'autorité du philosophe grec Aristote et sur les enseignements de l'Église,, et comprenaient de nombreux documents étrangers relatifs à l'espèce, tels que des proverbes, des références historiques et littéraires, ou son utilisation comme emblème.
La disposition des espèces s'est faite par ordre alphabétique dans Historia animalium de Gessner, et par des critères plus arbitraires issus de la plupart des autres travaux primitifs.
À la fin du XVIe et au début du XVIIe siècle, Francis Bacon prône l'avancement des connaissances par l'observation et l'expérimentation et la Royal Society anglaise et des membres tels que John Ray, John Wilkins et Francis Willughby cherchèrent à mettre la méthode expérimentale en pratique, notamment en voyageant largement pour collecter des spécimens et des informations.
La première ornithologie moderne, destinée à décrire tous les oiseaux connus à l'époque dans le monde, a été produite par Ray et Willughby et publiée en latin sous le titre Ornithologiae Libri Tres (Three Books of Ornithology) en 1676 et en anglais, sous le titre The Ornithology of Francis Willughby of Middleton, en 1678. Ses caractéristiques innovantes étaient un système de classification basé sur des caractéristiques anatomiques, y compris le bec, les pattes et la taille globale de l'oiseau, et une clé dichotomique, qui aidait les lecteurs à identifier les oiseaux en les guidant vers la page décrivant ce groupe.
Les auteurs placent aussi un astérisque devant les espèces dont ils n'avaient aucune connaissance directe et qu'ils n'ont donc pas pu vérifier. On ne connait pas le niveau de succès commercial de l'Ornithologie, mais l'ouvrage influence des écrivains tels que: René Réaumur, Mathurin Jacques Brisson, Georges Cuvier et Carl von Linné dans la compilation de leurs propres œuvres,.
George Edwards était un naturaliste et illustrateur britannique de premier plan au XVIIe siècle. Il fut bibliothécaire au Collège royal des médecins et avait accès à leur collection de 8 000 livres. Il les utilisait, ainsi que des animaux empaillés et vivants, pour produire des publications illustrées. Son ouvrage en quatre volumes, A Natural History of Uncommon Birds (1743-1751), et ses trois suppléments couvraient plus de 600 sujets d'histoire naturelle, et ses publications ont permis à Linné de nommer 350 espèces d'oiseaux, dont de nombreux spécimens types.
Au début du 19e siècle Au cours du XXe siècle, plusieurs ornithologies ont été écrites en anglais, et les principales contributions d'Edward Lear au développement de la peinture d'oiseaux ont été de se concentrer sur un seul groupe d'oiseaux, dans son cas les perroquets, de peindre principalement à partir d'oiseaux vivants plutôt que de spécimens empaillés ou de peaux, et d'utiliser un grand format de page,. Lear n’a pas été le premier à produire une monographie illustrée sur les perroquets. L'artiste français Jacques Barraband a créé 145 images pour Histoire Naturelle des Perroquets de François Levaillant</link> (1801–1805). Le livre de Lear a eu un effet immédiat, notamment son impact sur l'ouvrage en cinq volumes Birds of Europe de John Gould, publié entre 1832 et 1837.

## Edward Lear

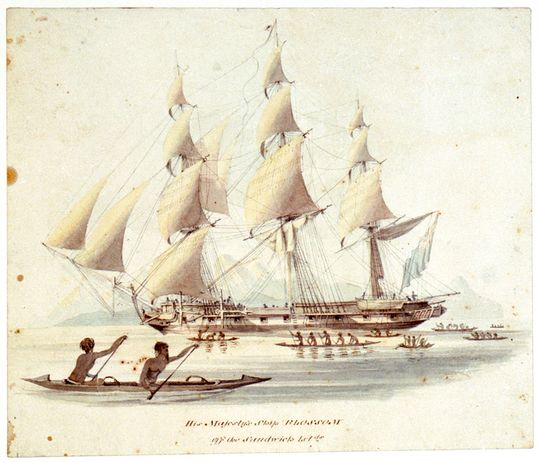
Le voyage du HMS Blossom a fourni à Edward Lear sa première grande commande.

Ann et une autre des sœurs d'Edward, Sarah, étaient toutes deux des artistes compétentes ; elles apprennent à leur frère à dessiner et à peindre.
À partir de 1827, âgé d'environ 15 ans, Edward commence à travailler comme illustrateur médical. Sa première grande commande fut d'illustrer un compte rendu des découvertes scientifiques d'une expédition de la Royal Navy dans le Pacifique. Le HMS Blossom, commandé par le capitaine Frederick W. Beechey, effectue un périple de trois ans (1825-1828), visitant la Californie, les îles Pitcairn, Tahiti et des régions jusque-là largement inconnues du nord-ouest de l'Amérique du Nord. Lear peint 12 planches d'oiseaux et deux de mammifères pour La zoologie du voyage du capitaine Beechey, probablement en 1829, alors qu'il avait 17 ans, ou en 1830. De longs retards de la part d'un autre contributeur, le conservateur de la zoologie au British Museum, Edward Gray, ont fait que le livre était dépassé de plus de dix ans lorsqu'il a finalement été publié en 1839, plusieurs autres expéditions ayant eu lieu entre-temps,.

## Recherche

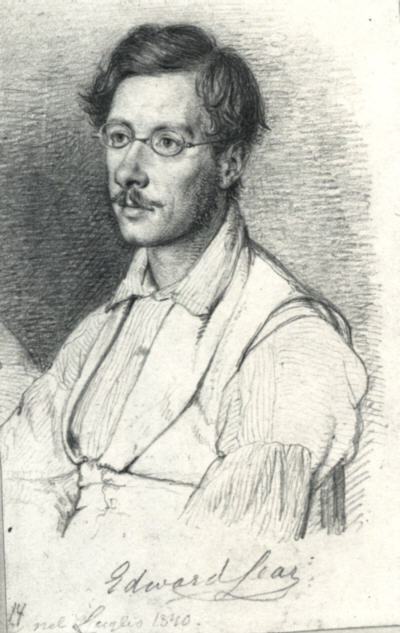
Lear en 1840

Son but était de produire 175 exemplaires d'un grand livre in-folio, plus grand que tout autre peintre naturaliste européen auparavant. Il a rencontré et s'est lié d'amitié avec John James Audubon, qui venait de publier en 1827 son ouvrage de la taille  «double éléphant», The Birds of America, et ce livre l'a peut-être inspiré à choisir également un grand format.
La publication devait être vendue par abonnement en quatorze volumes, chacun au prix de dix shillings, pour un coût total de 7£. Son titre complet tel que publié était Illustrations de la famille des Psittacidæ, ou perroquets : la plus grande partie de ces espèces jusqu'ici non figurées, contenant quarante-deux planches lithographiques, dessinées d'après nature et sur pierre.
Parmi les premiers souscripteurs figuraient une amie, Mme Anne Wentworth, ses sœurs et sa fille, suivies par d'éminents naturalistes, dont Nicholas Vigors du zoo de Londres et le président de la Linnean Society, Edward Smith-Stanley, plus tard 13e comte de Derby. Parmi les abonnés de l'aristocratie figuraient le duc de Norfolk, le comte d'Egremont, le duc de Northumberland et sa duchesse. La London Zoological Society et la Linnean Society ont également souscrit en tant qu'organisations.
Les premiers carnets de croquis de Lear comprennent des croquis et des dessins de perroquets, dont un cacatoès à crête citronnée, une aquarelle de deux perroquets verts et une autre de la tête d'un ara bleu avec deux de ses plumes, mais pour son projet, il avait besoin d'avoir accès à des oiseaux vivants. En juin En 1830, il reçut l'autorisation de la Société zoologique de Londres (ZSL) de dessiner au zoo de Londres, et il eut également accès au musée du zoo situé à proximité de Bruton Street.
En plus des peaux et des oiseaux empaillés, le musée possédait également plusieurs volières. Lear fut présenté à la ZSL par Mme Wentworth, qui avait de bonnes relations et s'intéressait à la fois à l'art et à l'histoire naturelle,. Il peint également des perroquets appartenant à Stanley et Vigors, et observe plusieurs espèces, dont le cacatoès noir de Baudin, dans la collection de Benjamin Leadbeater, taxidermiste et marchand de spécimens,. Lorsqu'il ne pouvait pas voir d'oiseaux vivants, Lear avait recours aux spécimens empaillés de Gould.

## Production

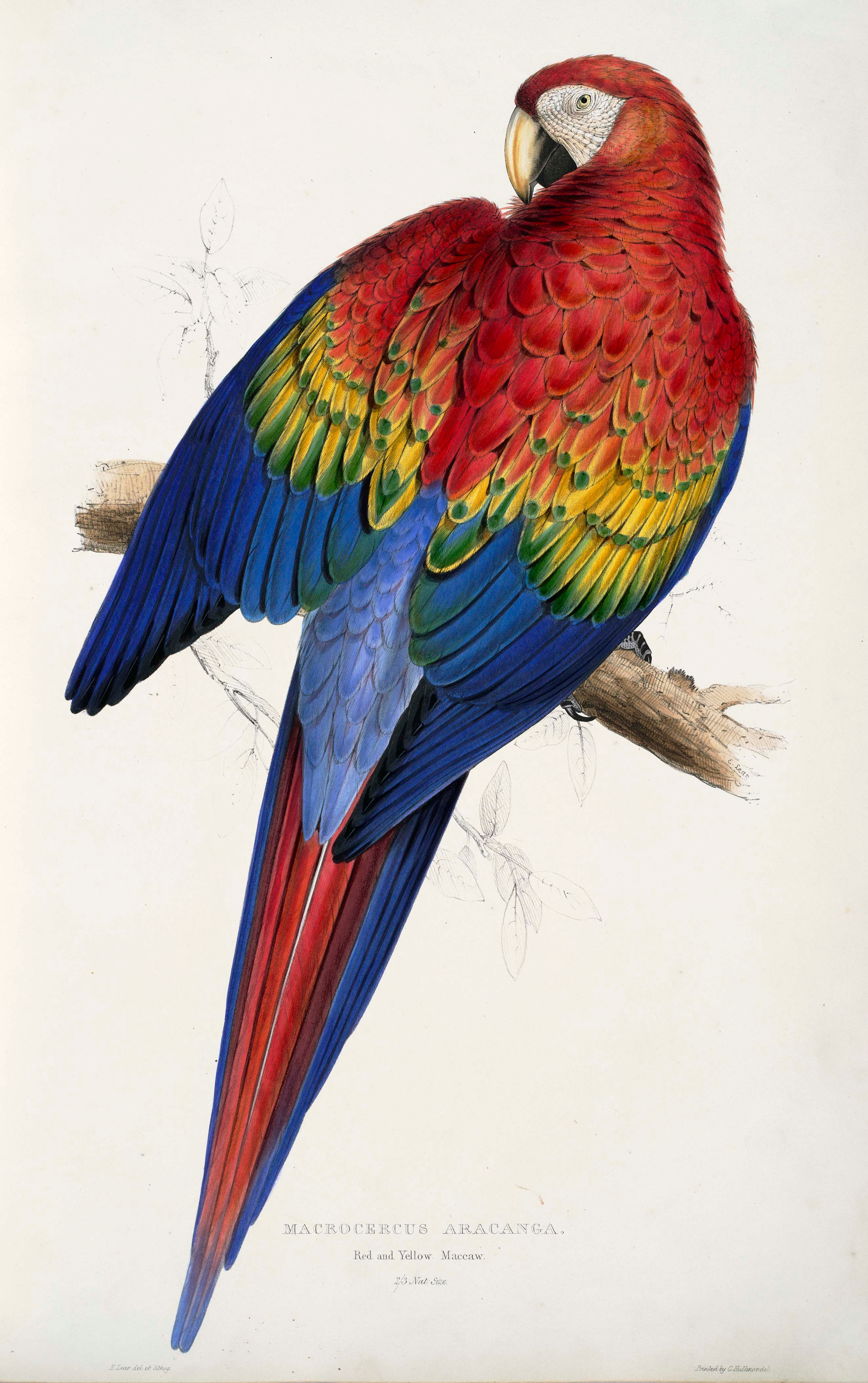
Ara rouge, légendé sur la planche 7 comme : Macrocercus Aracanga.

Les illustrations de Lear sont réalisées à l'aide de le lithographie, dans laquelle on utilise une dalle de calcaire fin et à l'aide d'un modèle particulier de crayon de cire. Le bloc était ensuite traité avec de l'acide nitrique et de la gomme arabique pour graver les parties de la pierre non protégées par la cire. La surface gravée est humidifiée avant d'ajouter une encre à base d'huile, retenue par les lignes grasses du crayon. Des copies sont tirées à partir de la pierre,. Les planches imprimées sont coloriées à la main, principalement par des jeunes femmes.
Lear dessina directement sur le calcaire au lieu de réaliser d'abord une peinture puis de la copier sur la pierre, ce qui lui épargna des dépenses considérables. Bien que cette méthode soit techniquement plus difficile, dessiner directement sur la pierre pouvait donner une impression plus vivante à l'illustration finale, et était privilégiée par des ornithologues contemporains tels que John Gerrard Keulemans,. Lear apprit lui-même les techniques de la lithographie en utilisant des pierres louées dans l'atelier de son imprimeur, Charles Joseph Hullmandel. Hullmandel était l'auteur de The Art of Drawing on Stone (1824) et le principal représentant de l'impression lithographique en Grande-Bretagne. Ses coloristes utilisent du blanc d'œuf pour donner un éclat au plumage du perroquet et une brillance à l'œil de l'oiseau.
Lear conçoit des couvertures pour chaque partie, mais change ce design lorsqu'il obtient la permission de dédier son livre à la reine Adélaïde, consort du roi Guillaume IV.
Lear a dû faire face aux coûts de production de son livre, même s'il a effacé ses dessins dès qu'il a obtenu les 175 exemplaires nécessaires, afin de réduire les frais de location des blocs lithographiques. Il manqua de fonds lorsqu'il n'eut imprimé que douze des quatorze parties prévues, avec 42 planches et aucun texte.
Il ne vend que 125 abonnements, et tous ses abonnés ne payent pas en totalité. Pour soutenir ce financement, Lear travaille aussi pour Gould de 1832 à 1837, illustrant ses Oiseaux d'Europe en cinq parties et enseignant la lithographie à l'épouse de Gould, Elizabeth. Malgré cela, Lear devait encore de l'argent pour son livre sur les perroquets, et en mars 1833, il vendit les 50 exemplaires restants et les droits sur les plaques à Gould pour 50 £.

## Réception
Le coût de production de son livre fit que les deux dernières parties ne furent jamais terminées et le projet fut un échec financier. Lear avait anticipé cela : « Leur publication était une spéculation qui – dans la mesure où elle m'a fait connaître et m'a procuré un emploi dans le dessin zoologique – a répondu à mes attentes – mais en matière d'argent, elle m'a occasionné une perte considérable. »
Les deux premières parties furent publiées le 1er novembre 1830. Lear, qui n'avait que 18 ans, fut rapidement nommé membre de la Linnean Society par Vigors et les zoologistes Thomas Bell et Edward Bennett. Audubon acheta une copie du livre relié, malgré son coût, William John Swainson demanda des duplicatas de deux plaques qu'il a pu encadrer et accrocher à côté de ses peintures d'Audubon ; Prideaux John Selby déclara que les plaques étaient « magnifiquement colorées et je pense infiniment supérieures à celles d'Audubon en termes de douceur et de dessin ».
«Les perroquets» établirent Lear comme un peintre naturaliste de premier plan, et il fut régulièrement sollicité comme tel par la suite,.

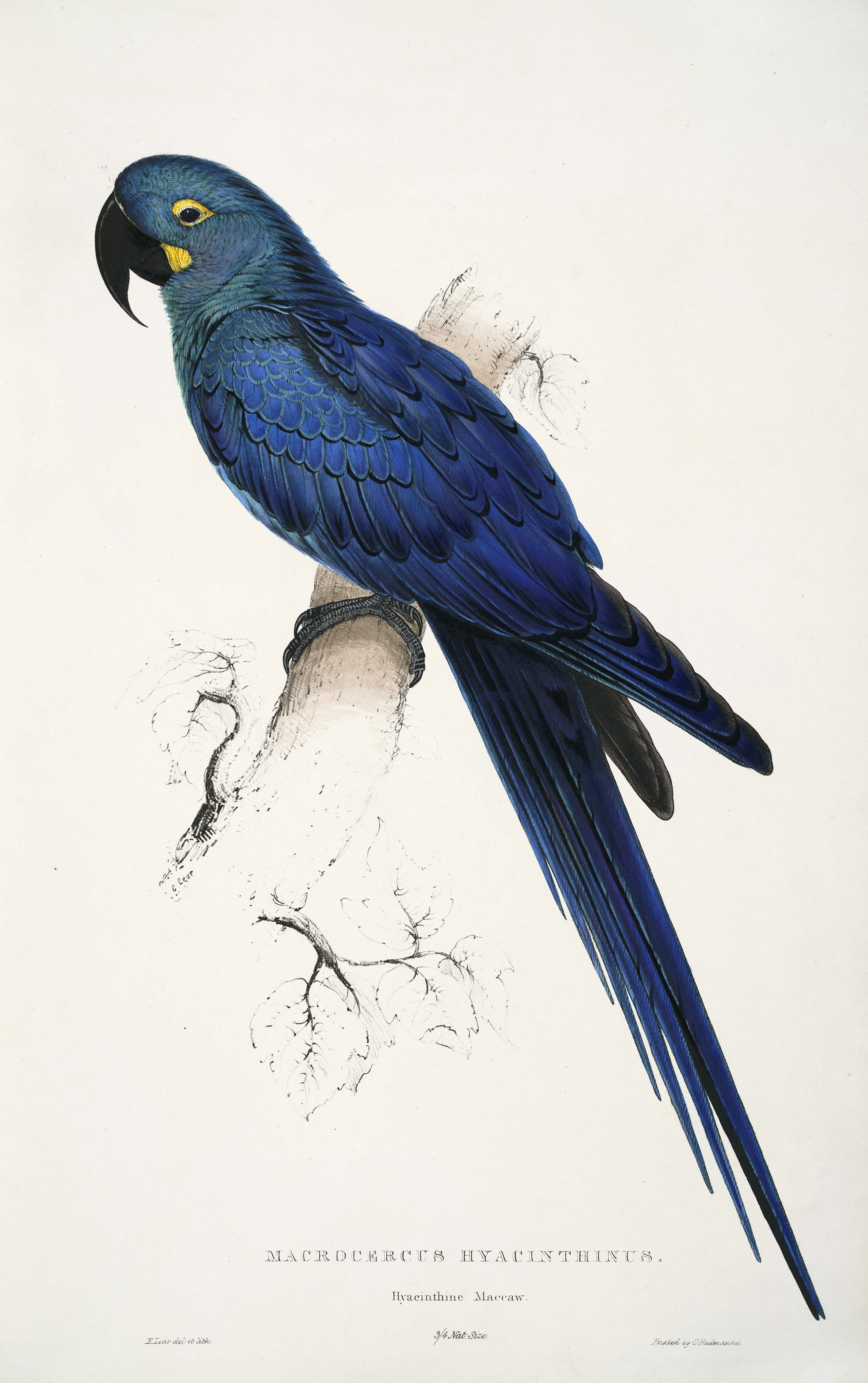
Planche 9 de l'Ara de Lear, sous-titrée Macrocercus hyacinthinus, Ara hyacinthine